# Cocoroco
Le cocoroco est une boisson alcoolisée bolivienne fabriquée à partir de canne à sucre et titrant environ 96 degré d'alcool.  
C'est aussi une boisson consommée au Chili, importée par la contrebande bolivienne.

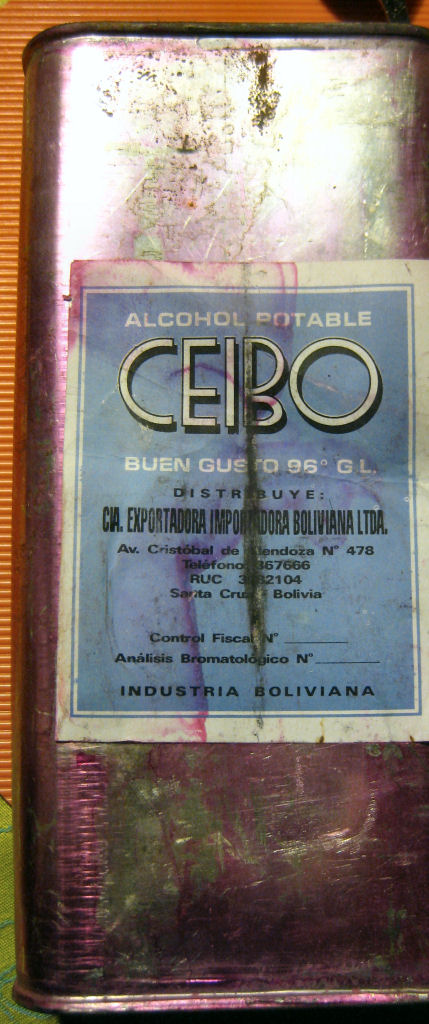
Bouteille métallique d'éthanol (corococo) à 96 degrés.

Le principal usage du corococo concerne le nettoyage des plaies superficielles de la peau, la désinfection du matériel chirurgical et des articles ménagers comme solvant. Il est utilisé dans des régions frontalières du Chili et de la Bolivie en le diluant dans des boissons non alcoolisées.